# Koffee
Mikayla Simpson, mais conhecida como Koffee (16 de fevereiro de 2000), é uma cantora, compositora e rapper de reggae de Spanish Town, Jamaica.
Ela lançou seu primeiro single, "Burning", em 2017, e em 2019 assinou contrato com a Columbia Records.
Seu EP intitulado Rapture, lançado em 2019, venceu o Grammy na categoria Melhor Álbum de Reggae.

## EP's
- 2019 - Rapture